# アマルフィ
アマルフィ（イタリア語: Amalfi）は、イタリア共和国カンパニア州サレルノ県にある基礎自治体（コムーネ）。
急峻なアマルフィ海岸に面して築かれた都市である。中世にはアマルフィ公国（アマルフィ共和国）として自立し、強盛を誇った海洋国家であった。ユネスコの世界遺産（文化遺産）に登録されているアマルフィ海岸の中心都市であり、観光拠点の一つである。

## 地理

### 位置・広がり
サレルノ県北西部に位置するコムーネで、アマルフィ海岸の中央部に位置する。アマルフィの市街は、県都サレルノからは西南西へ約15km、ソレントから東へ約19km、州都ナポリから南東へ約37kmの距離にある。
アマルフィのコムーネ面積は6.11km2で、アマルフィ海岸に連なる狭小な自治体の中では比較的広い。アマルフィ市街は、海岸に沿って東西に長い市域の東端に位置する。

#### 隣接コムーネ
隣接するコムーネは以下の通り。括弧内のNAはナポリ県所属を示す。
- スカーラ - 北
- アトラーニ - 東
- コンカ・デイ・マリーニ - 南西
- フローレ - 西
- アジェーロラ (NA) - 北西

### 地勢
ソレント半島の南岸（アマルフィ海岸）にあたり、サレルノ湾に面する。
周囲を断崖絶壁の海岸に囲まれ、小湾の奥に位置する小規模な浜に作られた港から、断崖上に向かって形成されている街である。
- アマルフィの街並み
- ドゥオモ(アマルフィ大聖堂)
- 市街（東側から）
- アマルフィの街並み

## 歴史
その起源は古代ローマ時代にまで遡る。海洋に面し、かつ複雑な地形に囲まれており、外敵の侵入を撃退するのに適していた。839年、ナポリ公国から独立を宣言してアマルフィ公国となり、イスラーム勢力との抗争のなかで、徐々に勢力を拡大させていった。872年にはサン・サルヴァトーレ島を守っていたイスラーム軍を海戦で撃破、この功績で東ローマ帝国からカプリ島を譲渡された。ただし、イスラーム勢力と対立しただけでなく、商業上の利益から同盟を結ぶこともみられた。アマルフィは、その後も公国の首都、貿易の拠点として発展し、一時はピサやヴェネツィアやジェノヴァと地中海の覇権を争い、黒海にも商業活動を広げた。例えば、現ウクライナの都市セヴァストポリに、アマルフィの港の跡が残されている。
アマルフィの人々は、航海に関する法典である「アマルフィ海法」を作成した。これが様々な海洋に関する法典の雛形となり、17世紀まで影響を持った。また、中国からイスラーム世界に伝わった製紙法がシチリア島経由でもたらされ、13世紀には製紙産業が勃興していた。
アマルフィの最盛期は11世紀に達成され、その後急速に衰退した。1131年にはノルマン人による征服、1135年、1137年はピサによる略奪、そして1343年での嵐によって都市の大部分が破壊された。
第二次世界大戦中、1943年9月9日までにアメリカ軍はアマルフィに対し上陸作戦を開始。同時期には、イギリス軍が近隣のナポリに上陸作戦を行い、ドイツ軍が激しく交戦していたため、アメリカ軍はドイツ軍と接触することなくアマルフィに上陸を果たした。

## 行政

### 分離集落
アマルフィには、以下の分離集落（フラツィオーネ）がある。
- Lone, Pastena, Pogerola, Tovere, Vettica Minore

## 文化・観光
「スローシティ」加盟都市である。

### 観光

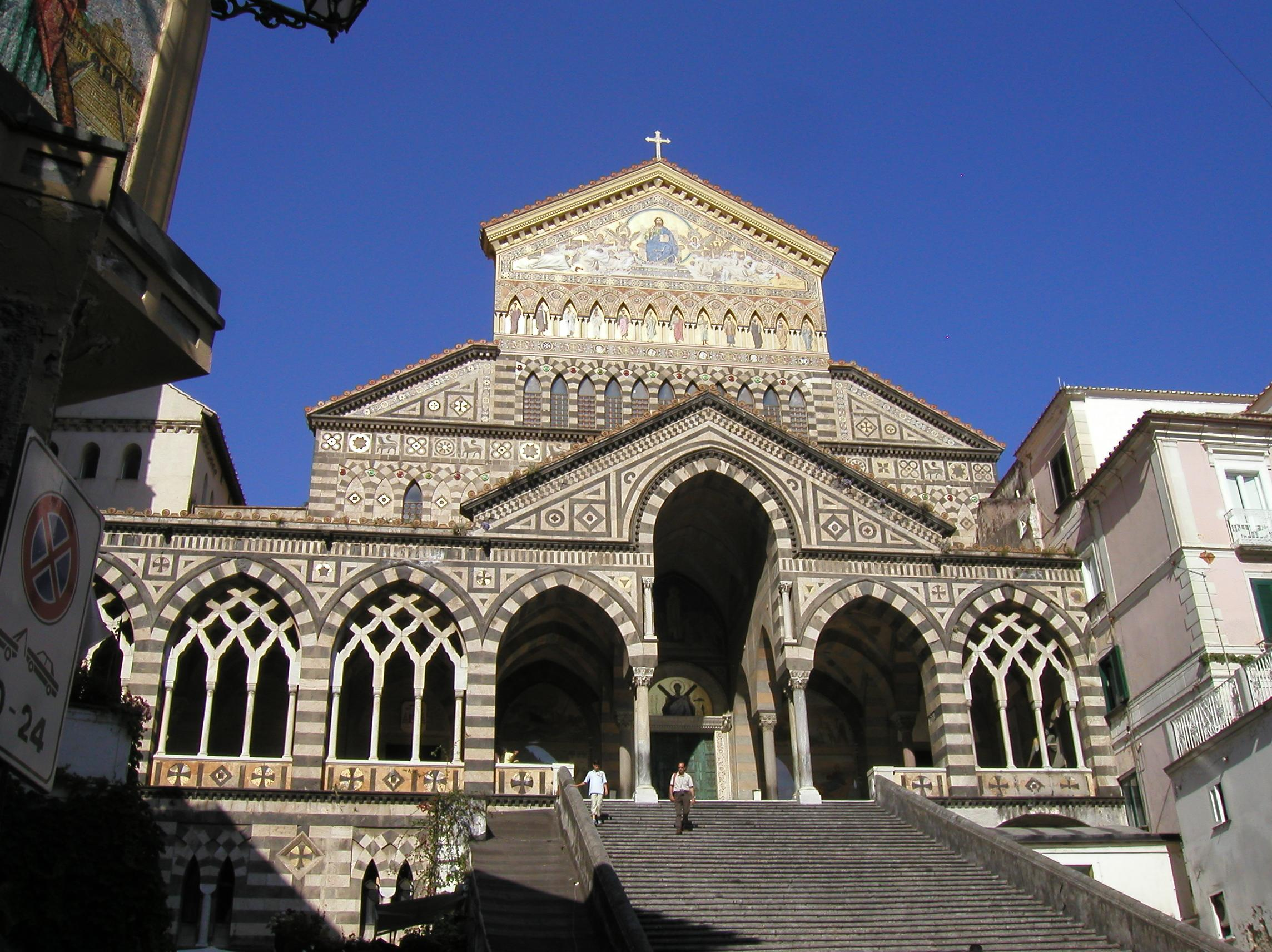
ドゥオーモ(アマルフィ大聖堂)

狭い土地を有効活用するため、アーチの上に家を建て、上へ上へと建て増したため、断崖にへばりつくように建物が密集している。外敵の侵入を妨げる為もあって階段で出来た路地が複雑に入り組んでいる。
アマルフィの代表的な建造物として、アラブ＝シチリア様式の大聖堂（アマルフィ大聖堂）がある。11世紀に建造が始まり、雄大な正面（ファサード）、1066年にコンスタンティノープルで作られた青銅製の扉、そして13世紀の美しい「天国の回廊 (Chiostro del Paradiso)」など、特徴的な多くの追加工事が継続して行われた。
特産品はリモンチェッロと手漉き紙。リモンチェッロの原料にはこの地方特産のレモンが用いられる。今でもアマルフィの急斜面にはところどころレモン畑がある。手漉き紙はイタリア半島で最初に製紙法が伝わった場所であり、紙漉きに必要な清流が存在したことから発達した。

### アマルフィの紋章
中世、アマルフィ共和国は海洋都市国家として強盛を誇り、海洋法の原型を作り上げた。現代のイタリア共和国の海事関係の国旗には、同様に海洋国家として発展したヴェネツィア（ヴェネツィア共和国、左上の獅子）、ジェノヴァ（ジェノヴァ共和国、右上の十字）、ピサ（ピサ共和国、右下の十字）とともに、アマルフィの紋章が取り入れられている。

アマルフィ共和国の旗
? 海軍軍艦旗。縦横比=2:3
軍艦用国籍旗
? 商船旗（市民用海上旗）。縦横比=2:3